# Танковая засада
Танковая засада — засада с применением танков, заблаговременное и тщательно замаскированное расположение танкового формирования на наиболее вероятных путях движения противника в целях его разгрома внезапным ударом, уничтожения боевой техники и захвата пленных.
Танковые засады могут быть организованы как одиночными танками (экипаж), так и танковыми ротами, усиленными ротами автоматчиков и сапёров.

## Применение
Тактика танковых засад нашла своё применение в годы Великой Отечественной войны. Танковые засады широко применялись частями РККА и показали себя весьма эффективной формой активной обороны. В частности, по мнению командира 1-й гвардейской танковой бригады М. Е. Катукова, «наилучшим способом ведения оборонительного боя являются действия из засад.». Танковая бригада под его руководством в 1941 году сочетала действия из засад с короткими внезапными атаками ударной группы при хорошо проведённой разведке. Самый результативный танкист Красной Армии за всю Великую Отечественную войну Д. Ф. Лавриненко добился своих результатов, благодаря именно этой тактике. Из описаний боёв с участием Лавриненко следует, что, прежде чем атаковать противника, он внимательно изучал местность, чтобы правильно выбрать направление атаки и вид последующего манёвра. Пример одного из приёмов, который применил Лавриненко в боях под Мценском:

… лейтенант Дмитрий Лавриненко, тщательно замаскировав свои танки, установил на позиции брёвна, внешне походившие на стволы танковых орудий. И не безуспешно: фашисты открыли по ложным целям огонь. Подпустив гитлеровцев на выгодную дистанцию, Лавриненко обрушил на них губительный огонь из засад и уничтожил 9 танков, 2 орудия и множество гитлеровцев.— Генерал армии Д. Д. Лелюшенко, Заря Победы, 1966
Другим примером успешной танковой засады является бой З. Г. Колобанова под Красногвардейском (ныне Гатчина), в ходе которого его экипаж подбил и уничтожил из засады 22 танка противника в колонне.
Аналогично, этим приёмом пользовались и немецкие танковые формирования. В частности, генерал-майор А. И. Лизюков отмечал:

В борьбе наших танков с танками противника надо учитывать следующие особенности действий немецких танков:

1) заманивание в засаду;

2) действия из засад;

3) обходные и охватывающие удары.

Самым излюбленным способом действий танков противника является способ заманивания в артиллерийские засады.
Так, например, во время Второй Ржевско-Сычёвской операции немецкий танкист Фриц Амлинг одержал 42 победы в течение 48-ми часов.

## Документальные фильмы
- Битва за Москву. 36-я серия. Танковые засады на Волоколамском шоссе. ТВ Центр (2006).